# フランシスカ・セルサ・ドス・サントス
フランシスカ・セルサ・ドス・サントス（Francisca Celsa dos Santos、1904年10月21日 - 2021年10月5日）は、ブラジル・セアラー州在住だった長寿の女性。ブラジルおよび南アメリカ大陸の歴代最高齢者。死没時には、田中カ子とリュシル・ランドンに次ぐ世界で3番目の高齢者であった。

## 略歴
1904年10月21日、セアラー州カスカヴェルに生まれる。本人は1日後の10月22日生まれと主張していたが、検証の結果21日生まれだったことが判明している。家事をこなしながら、レース商人として働いた。1935年に結婚し、6人の子供を産む。夫は1979年9月4日に死去。まもなくフォルタレザに引っ越した。85歳の時に悪性腫瘍を患ったが、回復したという。2012年以降は歩行ができなかったが、それ以外は滅多に病気にかかることもなく、薬を服用することもなかったものの、あまり頭脳は明晰でなかったという。

## 長寿記録
2020年7月9日、115歳262日でアメリカの老年学研究団体であるジェロントロジー・リサーチ・グループによって年齢が確認された。これによって、存命する世界で3番目の高齢となった。そして、マリア・ゴメス・ヴァレンチン（114歳347日没）の年齢を2019年10月に上回っていたことになり、ブラジルの歴代最高齢者となった。
2021年10月5日、116歳349日で死去した。死去前日には、マリア・カポビージャの記録を上回り、南アメリカの歴代最高齢者となっていたが、この時代には1年半以上も年上の田中カ子（1903年1月2日生まれ）が存命中だったため、世界最高齢になったことはない。